# یوکاری فوکویی
یوکاری فوکویی (انگلیسی: Yukari Fukui؛ زادهٔ ۲۸ اکتبر ۱۹۸۲) صداپیشه، و بازیگر اهل ژاپن است. وی از سال ۱۹۹۷ میلادی تاکنون مشغول فعالیت بوده‌است.